# Élet és Irodalom

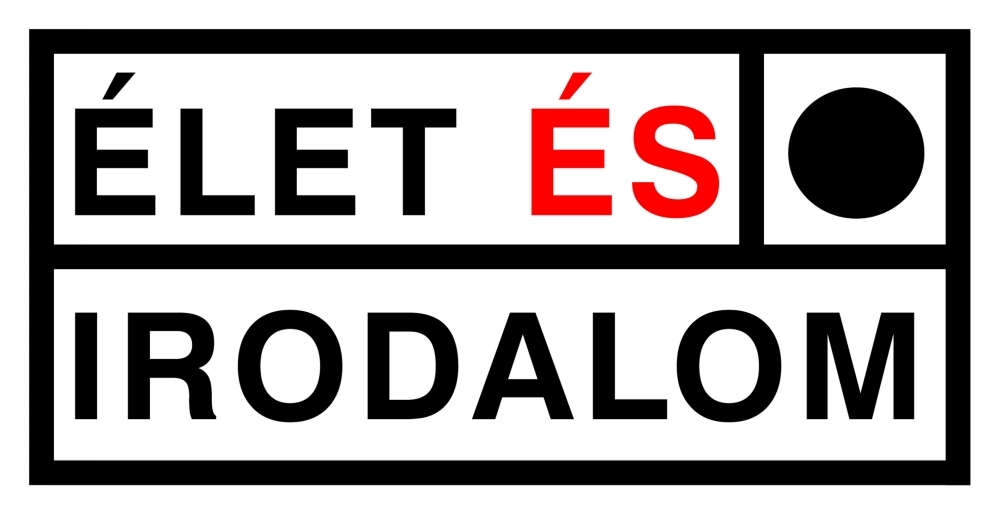

Élet és Irodalom (ungarisch für Leben und Literatur, kurz ÉS) ist eine ungarische Wochenzeitung mit den Schwerpunkten Literatur und Politik. Sie gilt als politisch liberal. Bereits 1923 gab es eine kurzlebige Zeitung gleichen Namens, begründet von Dezső Szabó. 1957 begann dann die heutige Zeitung (zunächst zweiwöchentlich) zu erscheinen.
In der wöchentlichen Magazinrundschau des Perlentauchers wird regelmäßig über ausgewählte Artikel der Zeitung berichtet.